# Кортигијана
Кортигијана (итал. Cortoghiana) је насеље у Италији у округу Карбонија-Иглесијас, региону Сардинија.
Према процени из 2011. у насељу је живело 2478 становника. Насеље се налази на надморској висини од 94 м.